# 鯨竜田揚げ
鯨竜田揚げ（くじらたつたあげ）、鯨の竜田揚げ（くじらのたつたあげ）は和歌山県や山口県の郷土料理。鯨肉を竜田揚げにした料理である。鯨料理の代表例としても挙げられる。

## 概要

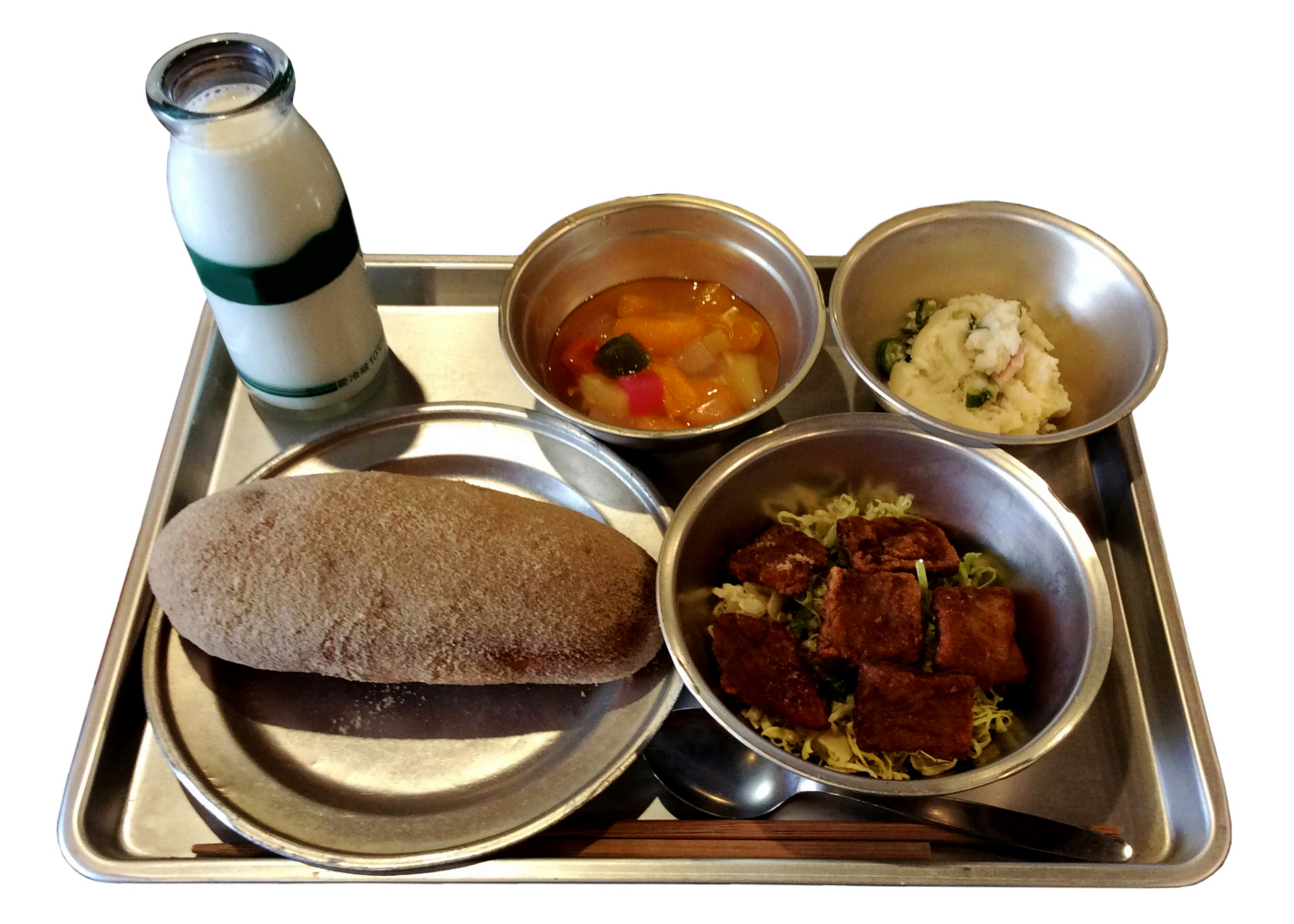
昭和時代の学校給食を再現したもの。右下が鯨竜田揚げ。

かつての日本では、鯨食はひとつの食文化となっており、鯨竜田揚げは1950年代から1970年代の学校給食献立の定番メニューの1つでもあった。鯨肉にはタンパク質が豊富であり、第二次世界大戦後の日本のタンパク資源として利用されてきた。
1988年に日本が商業捕鯨から撤退すると（商業捕鯨モラトリアム）、日本市場に出回る鯨肉はごく限られた量になり、鯨竜田揚げを含む鯨料理の食文化は風前の灯となった。
2018年に日本政府は国際捕鯨委員会からの脱退を発表し、商業捕鯨を再開した。

## 和歌山県
2016年度は和歌山県内30市町のうち、22市町で学校給食に鯨の献立を1校あたり年間で1回から5回程度の頻度で提供しており、鯨竜田揚げが主なメニューであった。

## 山口県
山陰地方では、「大きなものを食べて大きく年をとる」「大きなものを食べて邪鬼を払う」との願掛けで節分に鯨料理を食べる風習がある。
長門国（現在の山口県の一部）では明治43年（1910年）に漁が終わるまで長い捕鯨の歴史があり、鯨信仰が現代にも続いていると共に、鯨の食文化も根付いている。鯨肉がスーパーマーケットなどで購入可能なこともあり、鯨の竜田揚げも日常的な家庭料理として食されているほか、前述のように節分に食べる習慣がある地域もある。
下関市では、学校給食でも鯨料理の提供は1987年ごろに1度中止になったが、1998年から再開し、2016年度は年12回、月1回の割合で実施ししている。中でも鯨竜田揚げは一番の人気メニューとなっている。
もともとは、鯨肉と季節の野菜を砂糖醤油で煮たり、素焼きした鯨肉に塩を振るなど簡単な調理で食べることが多かった。竜田揚げは学校給食で広まって以降の調理法となる。